# Nikolaus Kraft
Nikolaus Kraft va ser un violoncel·lista i compositor austríac, nascut el 14 de desembre de 1778 al Palau-Eszterházy, Hongria i mort el 18 de maig de 1853 a Viena (Àustria). És fill del compositor bohemi Antonín Kraft, que també fou el seu primer mestre i després estudia sota l'egida de Jean-Louis Duport a partir de 1801. Va pertànyer com a violoncel·lista durant uns anys al Schuppanzigh Quartet
La seva obra, avui pràcticament oblidada, inclou 4 concerts per a violoncel, així com diverses peces de cambra. música, tot centrat en el seu instrument.

## Treballs
- Fantaisie pour violoncelle et orchestre, op. 1 (1808)
- Polonaise pour violoncelle et orchestre, op. 2 (1809)
- 4 concertos pour violoncelle:[2]
- Concerto pour violoncelle no 1 en mi mineur, op. 3 (1812)
- Concerto pour violoncelle no 2 en ré majeur, op. 4 (1813)
- Concerto pour violoncelle no 3 en la mineur, op. 5 (1819)
- Concerto pour violoncelle no 4 en la mineur, op. 7 (1819)
- Boléro pour violoncelle et orchestre, op. 6 (1819)
- Pot-pourri « Der Freischütz » pour violoncelle et orchestre en ré mineur, op. 12 (1823)
- Introduction, variations et rondo pour violoncelle et orchestre, op. 13 (1823)
- 9 Divertimentos pour deux violoncelles en sol majeur, op. 14.